# The Kiddie
The Kiddie a fost o trupă japoneză de Visual kei, formată în anul 2007.

## Membri
- Yusa - Voce
- Yuusei - Chitară
- Jun - Chitară
- Sorao - Chitară bas
- Yuudai - Tobe

## Discografie

### Albume de studio
- Single Collection (24 martie 2010)
- Brave New World (24 noiembrie 2010)
- Ma★Piece (28 martie 2012)
- The 5 -Five- (28 noiembrie 2012)
- Single Collection 2 (1 mai 2013)
- Dystopia (26 noiembrie 2014)

### Single-uri
- Little Senobi (3 octombrie 2007)
- Little Senobi (2nd press, 23 ianuarie 2008) - Oricon Single Chart Ranking No.184[2]
- Plastic Art (26 martie 2008) - Oricon Single Chart Ranking No.133[2]
- Sayonara Setsuna (サヨナラセツナ, A Goodbye Moment,1 octombrie 2008) - Oricon Single Chart Ranking No.103[2]
- Noah (15 aprilie 2009) - Oricon Single Chart Ranking No.55[2]
- Elite Star＋ (8 iulie 2009) - Oricon Single Chart Ranking No.58[2]
- Soar (7 octombrie 2009) - Oricon Single Chart Ranking No.35[2]
- Black Side (4 noiembrie 2009) - Oricon Single Chart Ranking No.42[2]
- Poplar (ポプラ, 2 decembrie 2009) - Oricon Single Chart Ranking No.48[2]
- Smile. (14 iulie 2010) - Oricon Single Chart Ranking No.19[2]
- Calling (22 septembrie 2010) - Oricon Single Chart Ranking No.34[2]
- Nutty Nasty (25 mai 2011) - Oricon Single Chart Ranking No.50[2]
- Sun'z Up (13 august 2011)
- Utsukushiki Redrum (美しきREDRUM, Beautiful Redrum, 28 septembrie 2011) - Oricon Single Chart Ranking No.21[2]
- I Sing For You (1 august 2012) - Oricon Single Chart Ranking No.27[2]
- emit. (2 februarie 2014)
- 1414287356 (16 aprilie 2014)
- OMELAS (26 noiembrie 2014)

### DVD-uri
- The Kiddie Happy Spring Tour 2011: Kidd's Now (7 septembrie 2011)
- Wonder World (ワンダーワールド, 4 august 2013)

### Altele
- V-Rock Disney - V.A compilation album (Mary Poppins - "Supercalifragilisticexpialidocious", 14 septembrie 2011)
- Tribute II -Visual Spirits- - V.A compilation album (hide - "Damage", 3 iulie 2013)